# Ravitailleur de sous-marins
 (juillet 2025).
Si vous disposez d'ouvrages ou d'articles de référence ou si vous connaissez des sites web de qualité traitant du thème abordé ici, merci de compléter l'article en donnant les références utiles à sa vérifiabilité et en les liant à la section « Notes et références ».

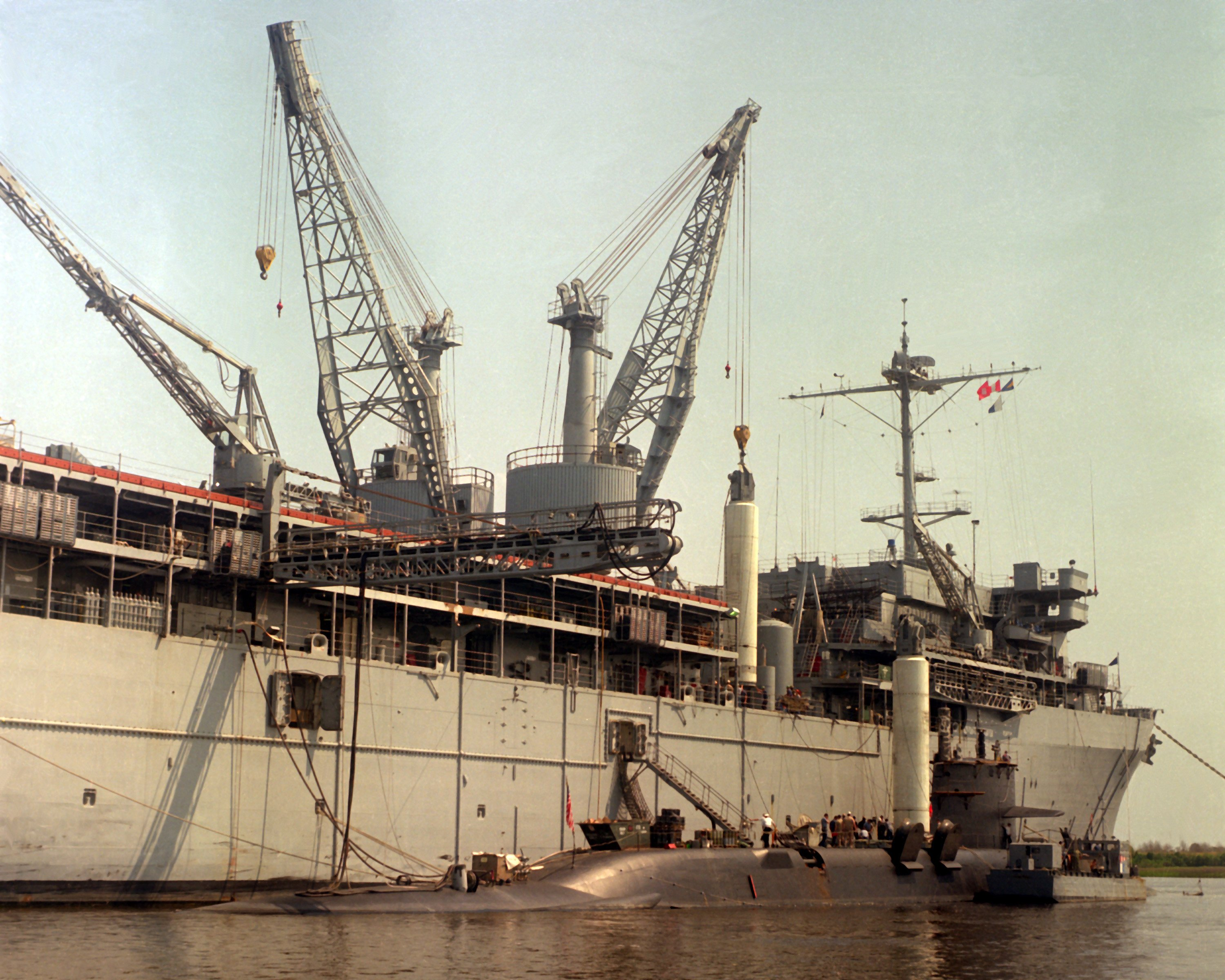
Transbordement de missiles Trident C-4 depuis le ravitailleur de sous-marins USS Simon Lake (AS-33) au SNLE USS Francis Scott Key (SSBN-657) de la classe Benjamin Franklin en 1981.

Un ravitailleur de sous-marins est un type de navire dont la fonction est le ravitaillement et la maintenance des sous-marins.

## Description
Les sous-marins étant relativement petits en comparaison avec la plupart des bateaux transocéaniques, ils n'ont pas la capacité de transporter d'importants stocks de vivres, de carburant ou de torpilles, ce dont se charge le ravitailleur de sous-marins. Certains sont équipés d'ateliers de réparation ainsi que de dortoirs pour le personnel du sous-marin.
La taille croissante des sous-marins, leur automatisation ainsi que leur passage au nucléaire a fait que les ravitailleurs ne sont plus aussi indispensables qu'auparavant.

## Historique
Incapable d'employer des navires conventionnels durant la Seconde Guerre mondiale, la marine allemande employa des Unterseeboot type XIV (surnommés les vaches laitières) comme ravitailleurs de sous-marins.

## Dans le monde
La marine chilienne possède l'Almirante Merino.
La marine espagnole a recours au Neptuno (A-20).
L'United States Navy, en 2006, possède deux ravitalleurs de sous-marins , l'USS Emory S. Land (AS-39) et l'USS Frank Cable (AS-40).
La Royal Navy britannique qui les nomme « submarine depot ship », utilise l'HMS Medway et l'HMS Maidstone.
La marine russe met en œuvre le Kommouna, ravitailleur de sous-marins de la marine impériale russe encore en service, ainsi que le SS-750 de la Classe Kachtan, ravitailleur de sous-marins de la flotte de la Baltique.

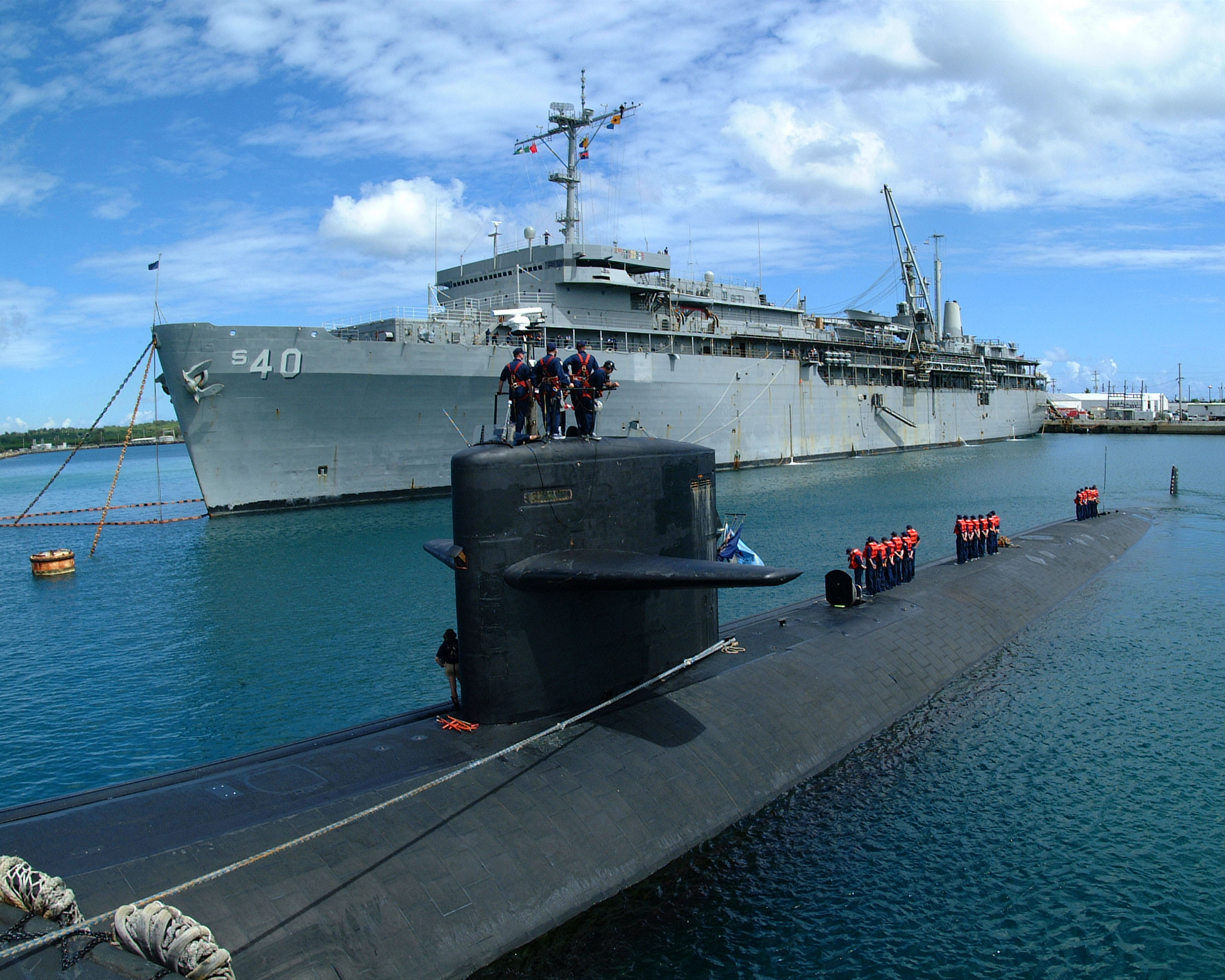
En arrière-plan, l'USS Frank Cable, l'un des deux ravitailleurs de sous-marins de la classe Emory S. Land en service dans la U.S. Navy dans les années 2000. Au premier plan, le sous-marin nucléaire d'attaque USS Salt Lake City (SSN-716).
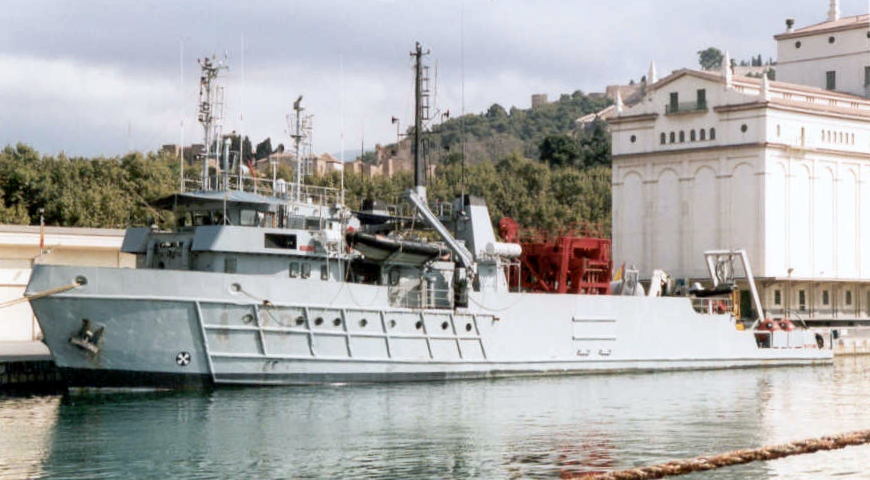
Le ravitailleur de sous-marins Neptuno (A-20) de l'armada espagnole
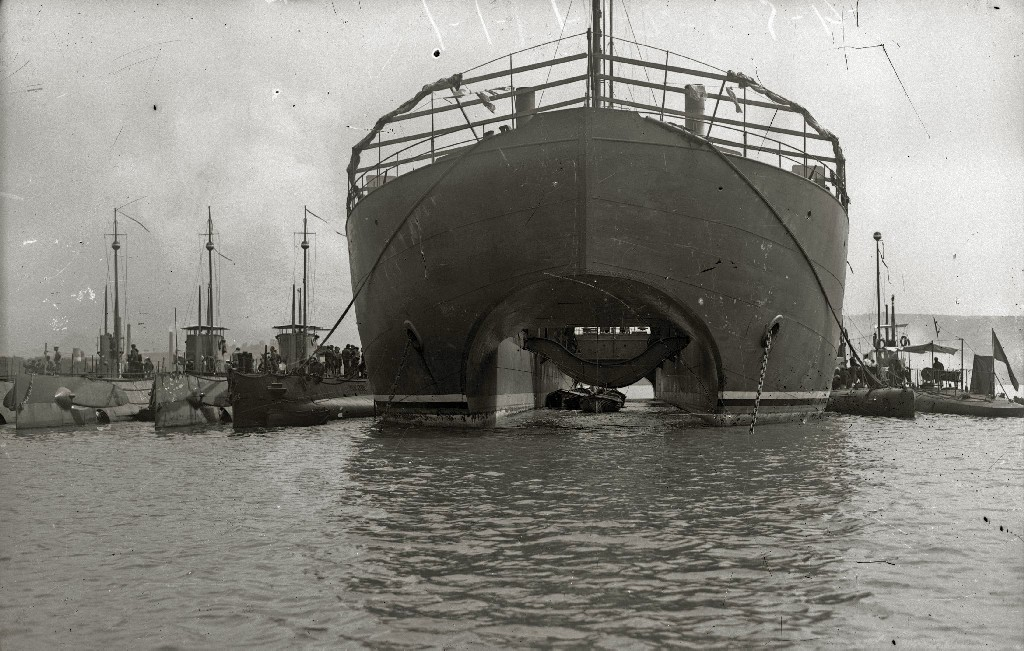
Le Kanguro, catamaran avec espace central libre tranversant permettant d'accueillir un sous-marin